# جاروبک

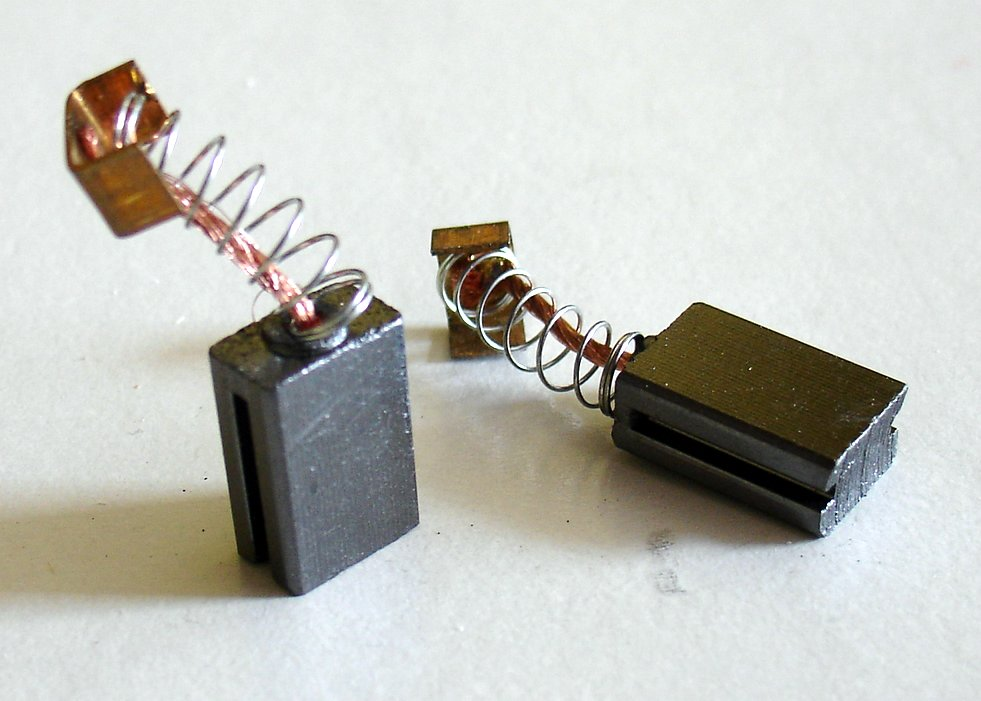
یک جفت جاروبک کربنی

جاروبک (زغال) وسیله‌ای برای هدایت جریان الکتریکی بین سیم‌های ثابت و چرخان است. به عنوان مثال در موتور الکتریکی، مولد هم‌زمان و مولد الکتریکی کاربرد دارد.
جاروبک وسیله ای برای انتقال جریان الکتریکی از شین ها به کابل می باشد. مهم ترین ویژگی آن ها انتقال برق در حال حرکت می باشد.
جاروبک ها از چهار شاخه لولایی یا کفشک مسی ساخته شده و هر شاخه یکی از رشته های برق را به کابل انتقال می دهد و تعدادی زیادی از آن ها (جرثقیل) می توانند از یک خط شین که در طول سالن قرار دارد تغذیه نمایند. جاروبک ها به لحاظ کاربرد به دو دسته تقسیم می شوند:
جاروبک شینه بسته:
در این نوع جاروبک از شین بسته استفاده می شود. جاروبک شین بسته از 4 ذغال کربنی تشکیل شده است. این ذغال ها با اتصال به ریل های مسی داخل شین، جریان برق را انتقال می دهند.
جاروبک شینه باز:
از این جاروبک در شینه باز جهت انتقال برق با ولتاژهای بالا استفاده می شود. اساس کار این جاروبک حرکت بر روی شین جهت انتقال نیروی برق است.
از معروف ترین و پرفروش ترین برندهای تولیدکننده جاروبک می توان به شرکت های دماگ (Demag)، فاله (Vahle)، ومفلر (Wampfler)، پویا الکتریک(Pouya Electric) و موبیلیس (Mobilis) اشاره کرد.